# Staveplade
En staveplade er et hjælpemiddel for psykisk udviklingshæmmede eller multihandicappede. Stavepladen har et antal felter med bogstaver. Den handicappede peger (med hjælp fra en hjælper) på bogstaverne og staver sig således gennem sit budskab.
Et lignende hjælpemiddel er pegepladen, hvor der er billeder i felterne.
På specielt internetfora og IRC-kanaler er det blevet populært at påpege andre brugeres stavefejl ved at tildele disse personer en staveplade. Oprindelsen og årsagen til dette er noget uklart.

## Kritik af stave/pegeplader
De handicappede, som benytter stave/pegeplader, har som regel nedsat kontrol over motorikken (fx spastikere), og hjælperen må derfor til tider gætte på meningen. Disse gæt kan være mere eller mindre kvalificerede og den intuitive forståelse mellem handicappet og hjælper spiller også ind.